# Lora (Chile)
Lora (del mapudungún: Lof rag ‘lof greda’) es un pueblo que bordea el río Mataquito, en la comuna de Licantén de la provincia de Curicó, Región del Maule, en Chile.

## Descripción
Es un pueblo con una población aproximada de 400 habitantes, en su mayoría dedicados al trabajo agrícola y forestal. Se caracteriza por tener una pintoresca iglesia de adobe, declarada monumento nacional el 2004 donde cada tercer domingo de octubre de celebra la fiesta de la virgen del Rosario de Lora (también conocida como "El Baile de los Negros"). En el año 2011 esta fiesta religiosa fue considerada como Tesoro Humano Vivo por la UNESCO.

## Historia

### Periodo Arcaico y Agroalafarero
Esta zona esta ocupada desde finales de la última glaciación. En el periodo agroalfarero temprano, cohabitaron en la zona distintas culturas como la Bato y la Llolleo. 

### Dominio español
En 1470 esta zona quedó bajo el dominio inca y después en 1536, aparecieron los españoles. 
Las primeras noticias que se tienen de los españoles en Lora datan del año 1552, cuando Juan Retamal entregó el área de Vichuquén en calidad de encomienda, a Juan de Cuevas Agustinas y Terán. El 17 de noviembre de este año.

#### Encomiendas
Es preciso dejar en claro que las encomiendas eran concedidas en pago de servicios prestados por los conquistadores y generalmente duraban 2 vidas, esto quiere decir, que la encomienda era entregada al beneficiario directo y posteriormente a su heredero inmediato, después de esto la encomienda era declarada Vaca o Vacante y se llamaba a concurso a los beneméritos del reino para su adjudicación  la encomienda no se refería a la tierra. Solo daba derecho sobre los indios.
El derecho sobre la tierra lo daba la Merced Sobre las tierras, traída a Chile por la segunda generación de colonizadores, la encomienda (teóricamente) no podía afectar la libertad de los indios, pero si debían pagar tributos al cura, corregidor y administrador del pueblo.
En esta zona solo se hicieron efectivas las encomiendas en 1544.
Cabe mencionar que los indios de las actuales comunas de Curepto, Licantén, Hualañé, Vichuquén por nombrar algunas eran llamados Picunches genéricamente y más conocidos localmente como Promaucas o Promaucaes.
Unas de las principales tareas de los encomenderos era cristianizar a los indios.

...que desde 1541 hasta el primer cuarto del siglo XVII existieron 3 encomiendas, la de Bartolomé Blumental, la de Juan Jofre, y a la que investigamos y nos interesa la Encomienda de Don Juan de las Cuevas Señor de Loncomilla, Huenchullami, Vichuquen, Chanco, Loanco y Lora.
Historiador Gustavo Opazo en su “Historia de Talca” 

#### Lautaro
En 1544 en Lora se podía contar una cantidad aproximada de 600 indígenas los cuales vieron la llegada del conquistador Pedro de Valdivia, que venía huyendo del Toki mapuche Lautaro, tras la derrota sufrida por Valdivia en un enfrentamiento no obstante Valdivia se protegió en Lora sin saber que Lautaro venía tras sus pasos, este último ideó un ardid:  con herramientas que habían arrebatado a los mineros de Coipoa (Coipue) en la noche los mapuches a fuerza de picos, barretas, azadones, palos y cuanto pudieron encontrar construyeron una represa de baja altura en el río que hoy conocemos como Mataquito (antes Río Lora). Esta represa inundo el valle de Lora que en esos años estaba tejido por canales de regadío, esto acarreó serios problemas para Valdivia y su contingente, los cuales se vieron inundados dificultando el avance de los caballos españoles que se empantanaban, también fue difícil la recuperación de badaje y armamento.
 La represa que anteriormente hacíamos alusión estaría ubicada en el sector que hoy conocemos como Puente Lautaro.
Más tarde Lautaro tendría serias diferencias con el Cacique Chillican  el cual era uno de los más poderosos asociados a Lautaro estas diferencias se debían al gran despotismo sobre los Pacíficos Picunches de Lora por parte de Lautaro. Una vez rota la asociación entre Lautaro y Chillican el primero vio que sus huestes habían aminorado en cantidad y poderío, sin embargo, este emprendió viaje para refugiarse en la zona de Peteroa. Fundamentalmente por el exceso de confianza, descuido y traición de un Picunche cae Lautaro abatido y con él las expectativas araucanas de liberación.
Es preciso dar a conocer y más interés tiene aun algunos nombres de caciques que gobernaron esta zona. 

“desde tiempo inmemorial el pueblo de Lora estaba gobernado por los caciques Maripangue, poderosa dinastía que tenía jurisdicción sobre otros caseríos pequeños en la zona costina”.
Rene de León

#### Colonia
En 1692 figura como cacique del pueblo de Lora, Francisco Naticalquin (nótese terminación Calquín, que subsiste hasta hoy como apellido).
En 1695 es Cacique Francisco Maripangue y desde esa fecha, salvo pequeñas interferencias, el gobierno de los Maripangue sobre el pueblo de lora permanece en forma definitiva.
En 1705 figura como cacique, Francisco Nirre Calquín. Luego de esto se pierde el rastro de los caciques teniéndose como última noticia según relatos la disputa del cacicazgo de Lora. Una era  Carmen Maripangue y el otro Francisco Calquín.
Es probable que los pueblerinos del lugar hayan descendido de un cacique de Lora o de un cacique de Quelmen. En este caso, con toda seguridad Carmen Maripangui había sido la legítima descendiente del último cacique. Ella fue la madre de Jacinto Reyes Maripangui y abuela del exalcalde de Licantén Héctor Reyes Reyes.
También debemos mencionar los apellidos indígenas más comunes que subsisten hasta hoy en Lora. Maripangue o Maripangui, Villacura o Millacura, Calquín, Quitral, Llanca, Carbullanca, Carbullaroca, Catrileo, Vilo y Huenuleo.

## Baile de los Negros de Lora

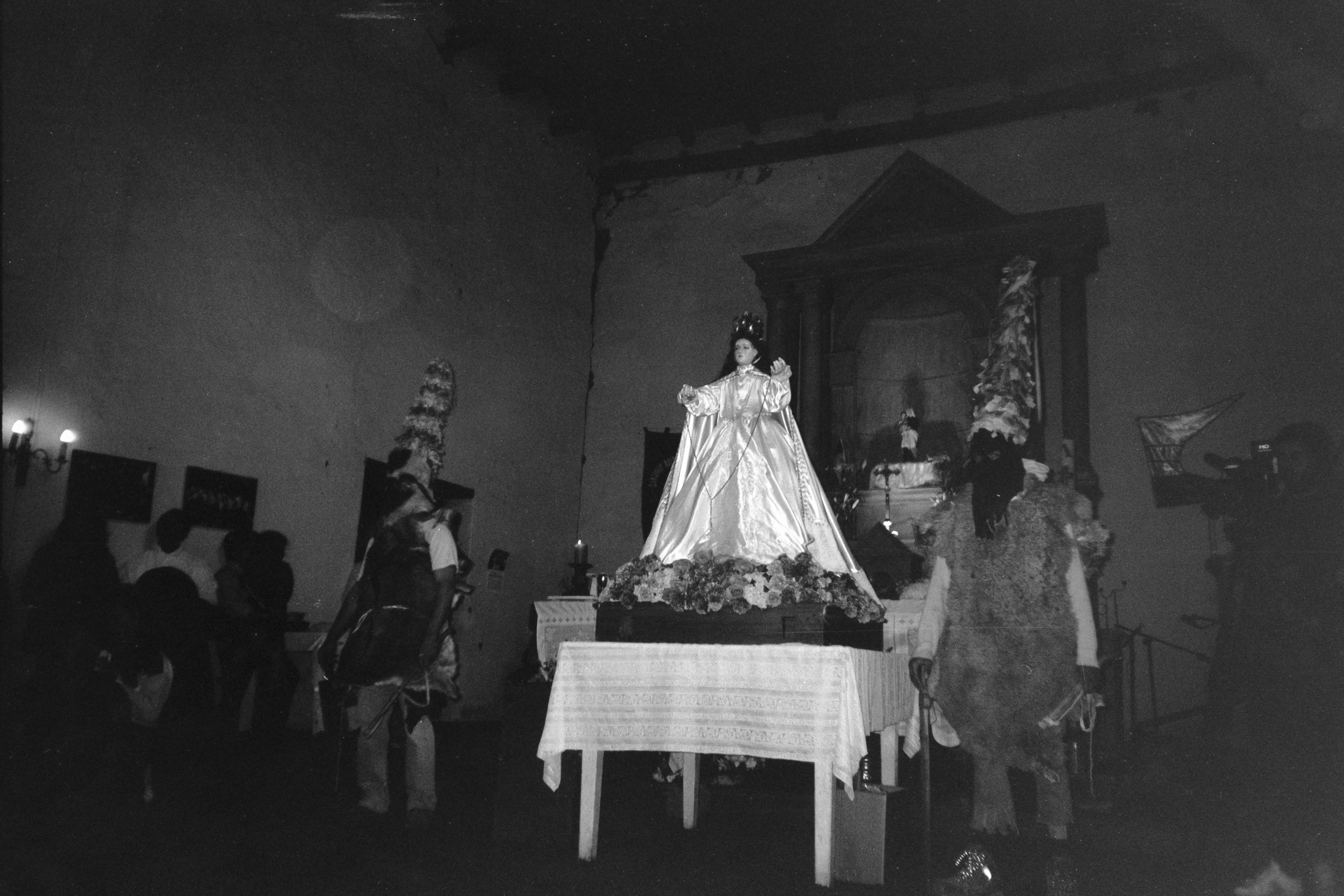
Festividad y Baile de los Negros de Lora, Lora

En la localidad de Lora, existe un baile y una festividad con características que mezclan la tradición católica y la de los habitantes originarios del poblado. Todos los años en el tercer domingo de octubre, se celebra la fiesta de la Virgen del Rosario.

### Orígenes
El origen de esta popular fiesta data de los primeros años de la Conquista, entre los años 1550 y 1600, esto luego de que se llevara a la capilla de Lora una imagen de la Virgen. Esta Virgen es parte de una leyenda del poblado, la que según esta, la virgen desaparecía de la iglesia constantemente, para volver a aparecer entre las comunidades indígenas de la localidad. Para evitar nuevos escapes de la imagen de la Virgen, son los mismos pobladores nativos los que deciden llevarla a una procesión solemne religiosa, regresándola a su altar.

### Características del Baile
El baile consiste en una ejecución danzaria que está entre los Bailes Chinos de la zona centro norte y entre una ceremonia mapuche. Existen tres roles definidos en el baile, los que se pueden diferenciar entre: los pifaneros, quienes tocan pikilkas y tambores; los compadritos o encuerados, los que presentan figuras zoomorfas, todas ellas de carácter fantástico, que llevan pieles, látigos, espadas, máscaras hechas de piel; y las indias, quienes son un grupo de mujeres que visten trajes mapuches y pintan su cara de color negro.

## Deportes
En el tema deportivo el club de Deportes Lora Unido es el representante del pueblo en la comuna y en la Asociación de Fútbol de Curepto.
El año 2016, se fundó la Organización Deportiva Lora Bike. Equipo de Ciclismo de montaña que participa a nivel regional y nacional. Además son los organizadores del Rally de los Negros, carrera de XCM (Cross country marathon) que recorrere senderos y caminos forestales de Licantén y Vichuquén. Pasando por la mítica cuesta Uraco.